# Overcast!
Overcast! è il primo album in studio del gruppo rap statunitense Atmosphere, pubblicato nel 1997.

## Tracce
1. 1597 – 3:04
2. Brief Description – 4:16
3. Current Status (featuring Beyond) – 3:40
4. Complications – 5:04
5. 4:30 am – 3:10
6. Adjust (featuring Beyond) – 4:44
7. Clay – 3:48
8. @ – 2:17
9. Sound Is Vibration – 3:57
10. Multiples – 4:13
11. Scapegoat – 3:52
12. Ode to the Modern Man (Lightning Blend) – 4:01
13. WND – 3:08
14. Multiples (Reprise) – 1:48
15. Caved In – 3:44
16. Cuando Limpia El Humo – 5:12
17. The Outernet – 5:22
18. Untitled – 7:16